# Чачхріала
Чачхріала (груз. ჩაჩხრიალა) — село в Грузії.
За даними перепису населення 2014 року в селі проживає 35 осіб.